# Línea 430 (Santiago de Chile)
El servicio 430 de Red (anteriormente llamado Transantiago) une la comuna de Quilicura con La Dehesa, recorriendo toda la Autopista Vespucio Norte Express.
El 430 es uno de los recorridos principales del sector poniente de Quilicura, así como también de acceso a la Avenida Apoquindo, acercándolos en su paso también a la Avenida La Dehesa.
Fue parte de la Unidad 4 de la Red Metropolitana de Movilidad, operada por Express de Santiago Uno, correspondiéndole el color naranjo a sus buses. El 21 de enero de 2023 el recorrido es traspasado a la Unidad de servicios 6 de Red operado por RBU Santiago con los buses rojos.

## Flota
El 430 opera con buses de chasis Volvo. Que solo figura el bus articulado B9-SALF, de 18,5 metros de largo y con capacidad de 160 personas aproximadamente. Además toda la flota de buses es carrozada por Marcopolo, con el modelo Gran Viale. También figura en su flota el bus rígido de chasis Volvo B7R-LE, de 12 metros con capacidad cercana a las 90 personas. Todos estos buses son carrozados por Marcopolo, con el modelo Gran Viale (rígido). Hasta marzo de 2014 solían utilizar regularmente con los buses Busscar Urbanuss (articulado), y Busscar Urbanuss Pluss (rígido), aunque ahora rara vez se ve por este recorrido.

## Historia
La línea 430 fue concebida como una de las principales rutas del plan original de Transantiago. Con la fusión de los servicios 425c y 426c, nace este recorrido.

## Trazado

### 430 Quilicura - La Dehesa
| - Comuna de Quilicura - Aníbal Pinto - Intendente Saavedra - General San Martín - Av. Manuel Antonio Matta - Lo Campino - Alcalde Guzmán - Caletera Vespucio - Autopista Vespucio Norte - Comuna de Conchalí - Autopista Vespucio Norte - Comuna de Recoleta - Autopista Vespucio Norte - Caletera Vespucio - Autopista Vespucio Norte - Av. Américo Vespucio Norte - Túnel San Cristóbal - Comuna de Providencia - Av. El Cerro - Nueva Tobalaba - Av. Vitacura - Holanda - Av. Providencia - Comuna de Las Condes - Av. Providencia - Av. Apoquindo - Av. Las Condes - Nueva Las Condes - Av. San Francisco de Asís - Comuna de Lo Barnechea - Raúl Labbé - Av. La Dehesa - El Rodeo - Lo Barnechea | - Comuna de Lo Barnechea - Lo Barnechea - El Gabino - Padre Alfredo Arteaga - Raúl Labbe - Comuna de Las Condes - San Francisco de Asís - Av. Las Condes - Av. Presidente Kennedy - Av. Las Condes - Av. Apoquindo - Comuna de Providencia - Av. Nueva Providencia - Av. Tajamar - Nueva Tajamar - Av. El Cerro - Túnel San Cristóbal - Américo Vespucio Norte - Comuna de Huechuraba - Caletera Vespucio - Autopista Vespucio Norte Express - Comuna de Quilicura - Autopista Vespucio Norte Express - Caletera Vespucio - Lo Campino - Av. Manuel Antonio Matta - General San Martín - Caletera Vespucio - Colo Colo - Aníbal Pinto |

## Puntos de Interés
- Metro Vespucio Norte
- Cementerio Parque del Recuerdo
- Metro Tobalaba
- Centro Médico Vida Integra
- Embajada de Corea
- Centro Médico UC San Jorge
- Metro Manquehue
- Hospital Fach
- Centro Médico Estoril
- Estadio Corfo